# Gopherus polyphemus
Gopherus polyphemus là một loài rùa trong họ Testudinidae. Loài này được Daudin mô tả khoa học đầu tiên năm 1802.

## Hình ảnh

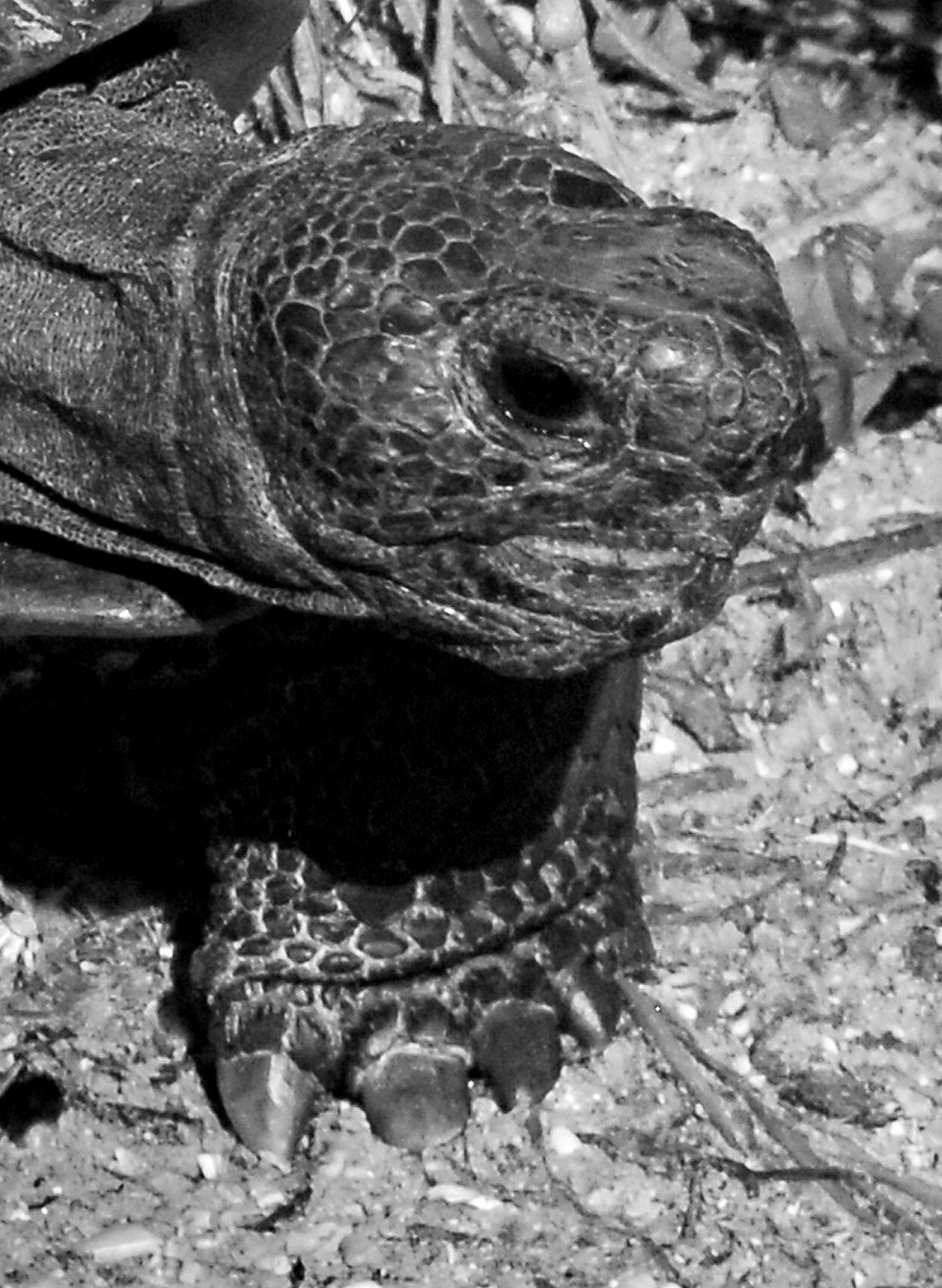
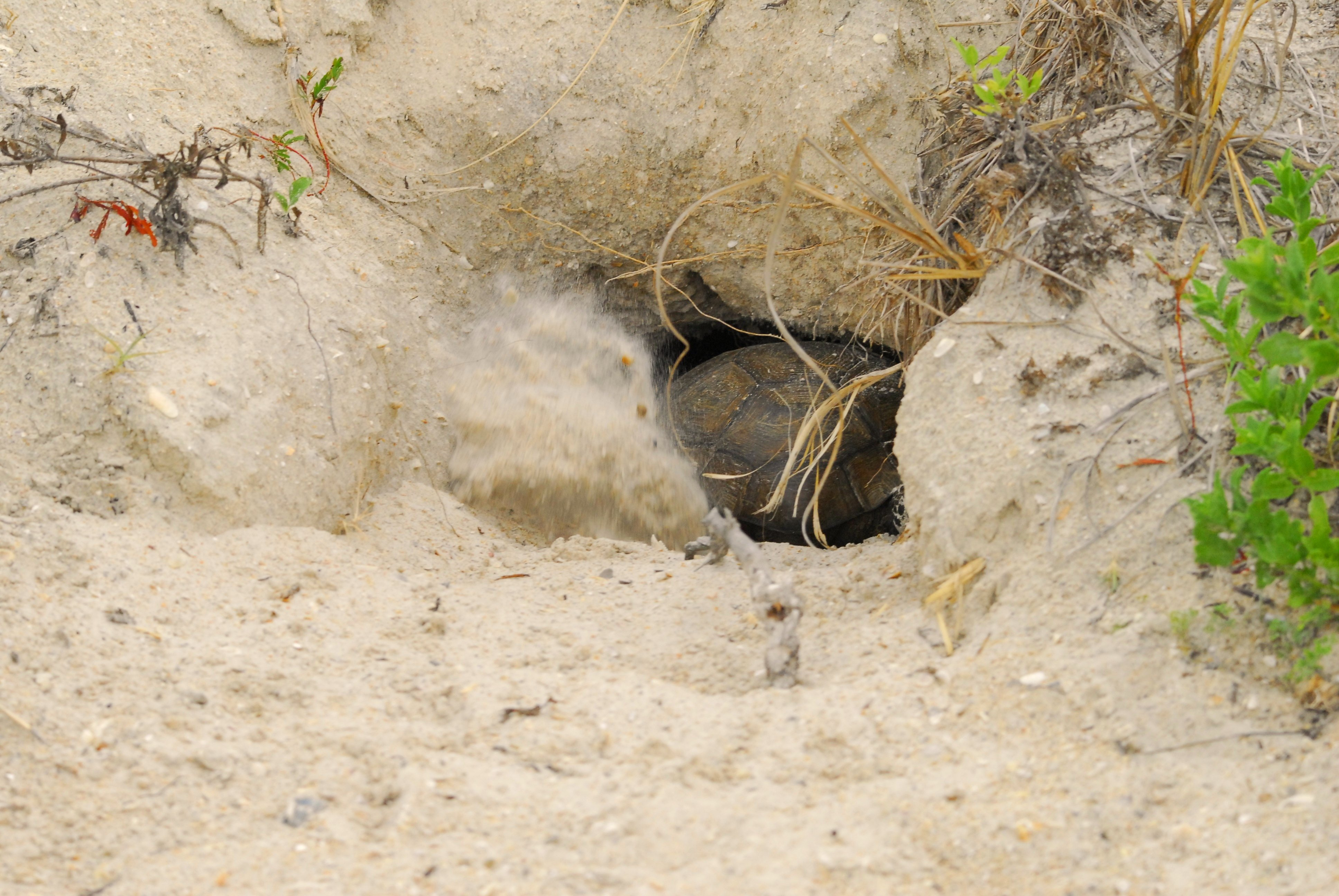
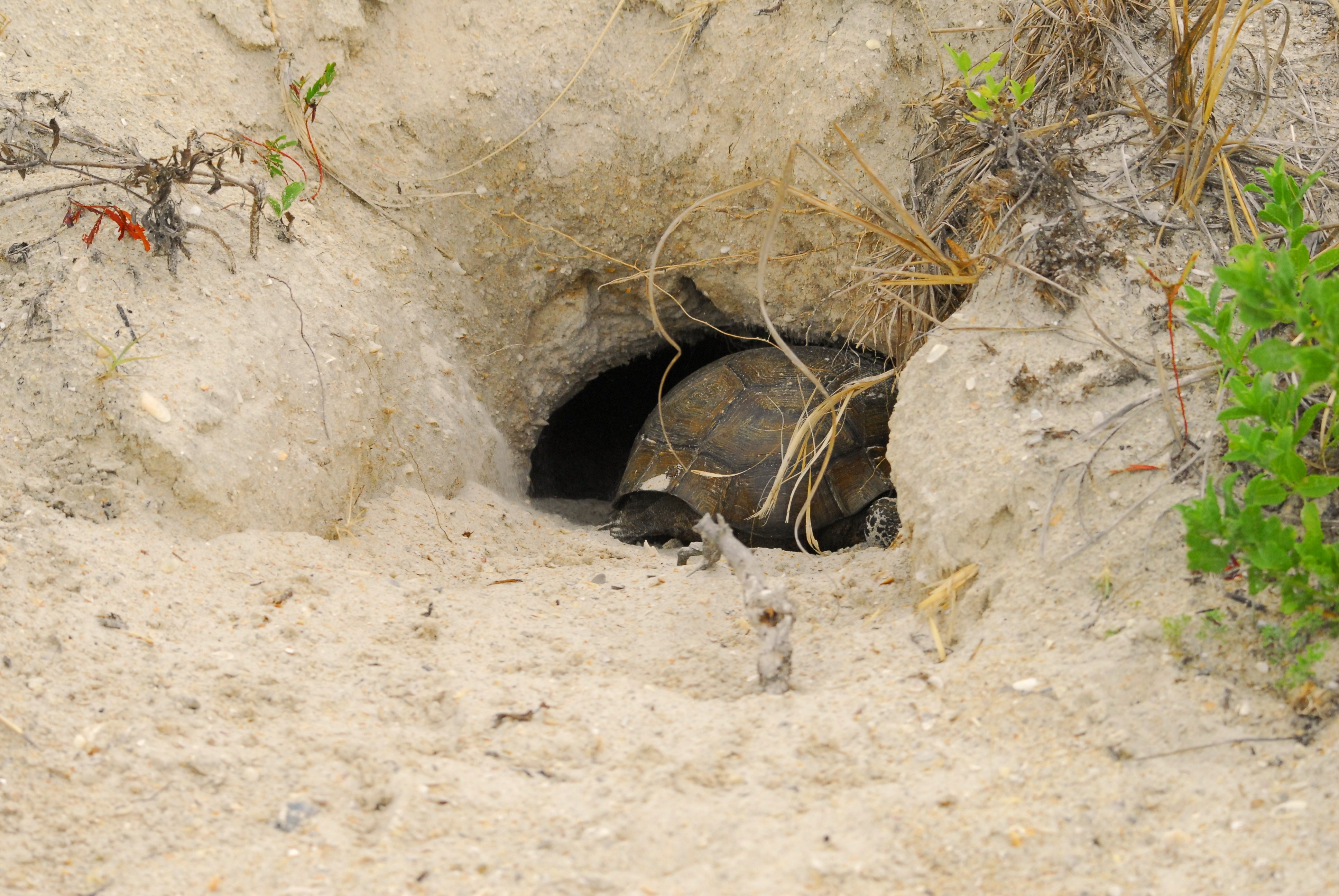
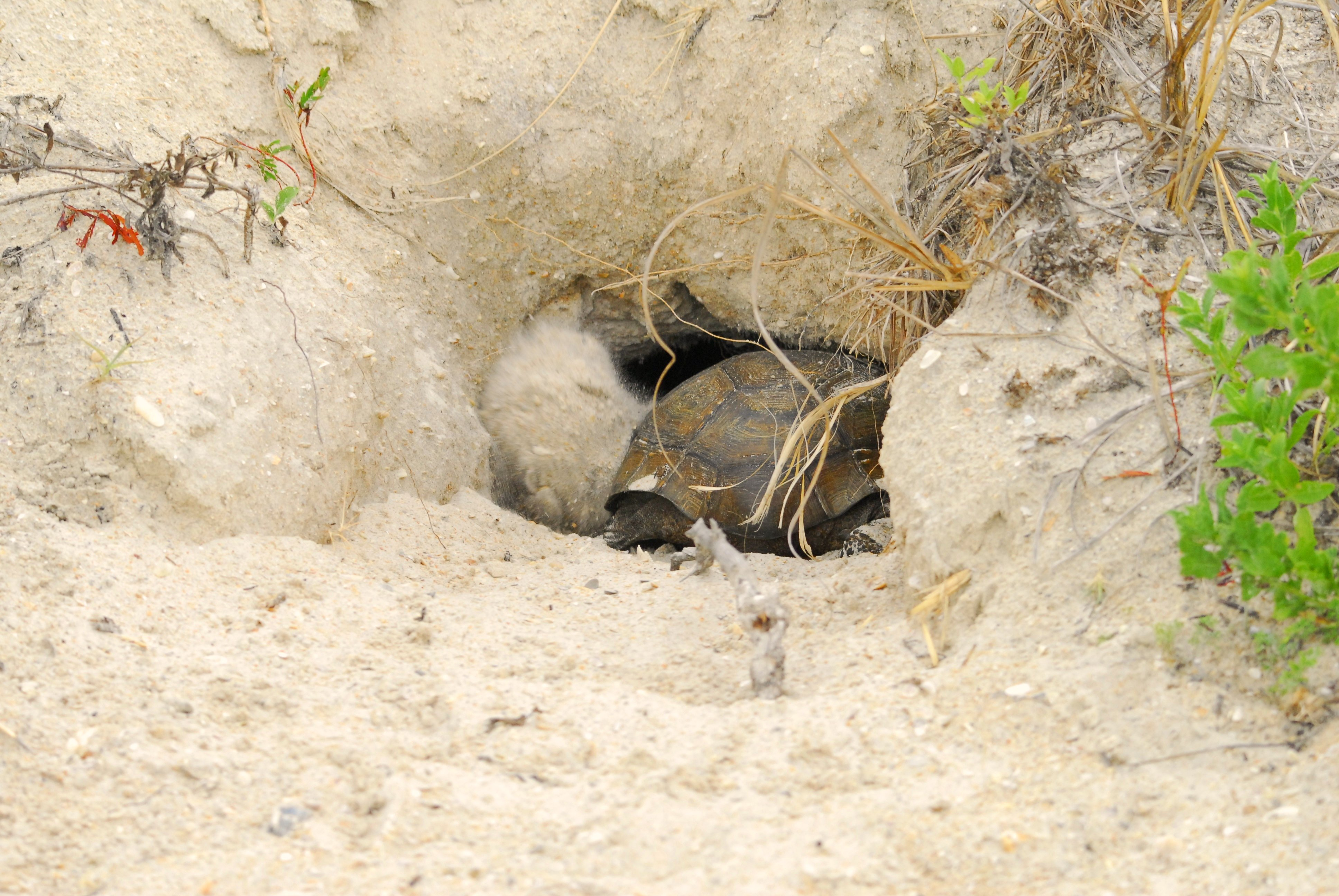